# 拉斯準塔斯 (加利福尼亞州)
拉斯準塔斯（英語：Las Juntas）是位於美國加利福尼亞州康特拉科斯塔縣的一個非建制地區。該地的面積和人口皆未知。

## 地理
拉斯準塔斯的座標為37°55′55″N 122°03′16″W / 37.93194°N 122.05444°W，而該地的平均海拔高度為25米（即82英尺）。